# Josh Schwartz (hudebník)
Josh Schwartz (10. dubna 1972 – 7. září 2017) byl americký zpěvák a kytarista.

## Život
Začínal již v osmdesátých letech v amatérské kapele Winter Kills s Tomem Sanfordem, s nímž v devadesátých letech působil ve skupině Further. Později se stal členem skupiny Beachwood Sparks, ve které již dříve působili někteří členové Further. Skupinu však po vydání několika singlů opustil. Nahrál s ní také album Desert Skies, které zůstalo nevydané až do roku 2013. Později působil spolu se svou tehdejší manželkou Elisou Randazzo v kapele Fairechild, s níž vydal jedno eponymní album.
Během své kariéry spolupracoval s mnoha dalšími hudebníky, mezi které patří například Tim Burgess ze skupiny The Charlatans, s nímž absolvoval britské turné jako předskokan The Rolling Stones, a herec a zpěvák John C. Reilly. V roce 2010 vystupoval s velšským hudebníkem Johnem Calem jako baskytarista. Téhož roku vydal album Painted Hills, což byl jeho sólový projekt.
Později, roku 2011, mu byla diagnostikována amyotrofická laterální skleróza. Roku 2014 na benefičním koncertu, který měl zajistit finance na Schwartzovu léčbu, vystoupili například Ariel Pink, John C. Reilly, Miranda Lee Richards a další. Nemoci podlehl roku 2017 ve věku 45 let.

## Diskografie
| Rok  | Název                              | Interpret                        |
| ---- | ---------------------------------- | -------------------------------- |
| 1989 | Winter Kills (kazeta)              | Winter Kills                     |
| 1990 | Winter Kills (kazeta)              | Winter Kills                     |
| 1997 | The Fakers & the Takers (singl)    | Further                          |
| 2003 | The Duke of Arkansas               | Jason Morphew                    |
| 2003 | Gwendolyn and the Good Time Gang   | Gwendolyn and the Good Time Gang |
| 2005 | Troublesome Bubblegum              | Electrocute                      |
| 2005 | Once Upon a Shattered Life         | Seventh Day Slumber              |
| 2005 | Fairechild                         | Fairechild                       |
| 2006 | The Believer                       | Rhett Miller                     |
| 2008 | Another Country                    | Tift Merritt                     |
| 2009 | I Told You I Was Freaky            | Flight of the Conchords          |
| 2010 | Painted Hills                      | Painted Hills                    |
| 2012 | City Lights                        | Javier Escovedo                  |
| 2012 | Out of the Darkness                | A Sound of Thunder               |
| 2013 | Rationing the Sacred Human Remains | Parasitic Ejaculation            |
| 2013 | Desert Skies                       | Beachwood Sparks                 |
| 2017 | Found                              | Seventh Day Slumber              |